# 遠藤海成
遠藤海成（日语：えんどう みなり，1978年3月8日—），日本女性漫畫家、插畫家。和歌山縣出身。

## 概要
1996年，於第3回艾尼克斯21世紀漫畫大賞以《花月夜幻想》得到獎勵賞。同年，月刊GFantasy9月號刊登了其另一短篇作品。在同一刊物再發佈數部短篇作品後，於1999年首次發佈《破天荒遊戲》。該作品引起了艾尼克斯內部各人注意，成為其第一部連載作品，並被移籍至Comic ZERO-SUM。2008年，《破天荒遊戲》成為作者首部改編成動畫的作品。
2006年，於月刊Comic Alive開展第二部連載《瑪莉亞狂熱》。該作是月刊早期較少的原創連載，後來被兩度動畫化，並於月刊Comic GENE發表番外篇，是為旗下較高人氣的作品。
2007年－2008年，於月刊Asuka發佈，是目前唯一完結的連載作品。
2011年，於月刊Comic GENE發表新連載《黑犬O'Clock》，使她同期要處理最多四部連載，為漫畫界中罕見。

## 人物及趣事
- 主力描繪奇幻漫畫，內裡滲透不少黑色幽默和冷知識。台詞相當精煉獨特，可以極度刻薄和粗暴。
- 2008年12月25日於《瑪莉亞狂熱》的第1章放映活動擔任司儀。由於在此之前都未正式露面，所以在最後一刻曝露身份時，引起了會場騷動。許多讀者和觀眾都對其性別和美貌感到意外。[2]
- 與新房昭之有良好的合作關係。積極參與了《瑪莉亞狂熱》動畫的每一集劇本會議，又以「新房昭子」（設定為新房昭之的私生子）的名義參加相關活動。

## 作品列表

### 漫畫

#### 正在連載作品
- 破天荒遊戲（破天荒遊戯，Comic ZERO-SUM連載中）
- 20860000（20860000（ニイマルハチロクオオルリセット），Comic ZERO-SUM增刊WARD連載中）
- 黑犬O'clock（黒犬O'clock，月刊Comic GENE連載中）

#### 結束連載作品
- （月刊Asuka）
- 瑪莉亞狂熱（まりあ†ほりっく，月刊Comic Alive）
- 瑪莉亞狂熱 Spin-off（まりあ†ほりっく Spin-off，月刊Comic GENE）

#### 短篇作品
- （月刊GFantasy，1996年9月號、1997年3月號揭載）
- （月刊GFantasy，1997年12月號、1998年4月號揭載）
- 破天荒遊戲（破天荒遊戯，月刊GFantasy，1998年10月號揭載）
- 破天荒遊戲 藍天下一眠（破天荒遊戯 青空の下に眠れ，月刊GFantasy，1999年3月號揭載）
- Happy Trick（月刊GFantasy，1999年4月號揭載）
- （月刊GFantasy，1999年8月號揭載）
- 前後篇（Comic ZERO-SUM增刊WARD 1、2號揭載）
- unpluggd underheaven（月刊Dragon Age Pure創刊號揭載）

#### 小說文集
- 破天荒遊戲 小說文集
- 瑪莉亞狂熱 小說文集

### 小說插畫
- 小説插繪（著者：、LuLuLu文庫）

### 畫集
- Angel Text ―破天荒遊戲插畫集―

### 其他
- 向陽素描 動畫第10話贊助畫面插畫（ひだまりスケッチ×365，2008年）
- 瑪莉亞狂熱 動畫配音、第12話ENDCARD（まりあ†ほりっく，2009年）
- 夏日風暴！〜春夏冬中〜 動畫第11話ENDCARD（夏のあらし! 〜春夏冬中〜，2009年）
- 瑪莉亞狂熱 ALIVE 動畫配音 （まりあ†ほりっく あらいぶ，2011年）
- 屬性同好會 動畫第4話ENDCARD（ディーふらぐ!，2014年）

## 外部連結
- 遠藤海成 Maniax 特別網誌
- － 官方網站
- 那樣的來。（暫名） － 網誌 （页面存档备份，存于）
- 遠藤海成（minakichijapon）的X（前Twitter）